# إدارة ماتاغلبا
إدارة ماتاغلبا (بالإسبانية: Departamento de Matagalpa)‏(تلفظ بالإسبانية: ‎/mataˈɣalpa/‏) هي واحدة من إدارات نيكاراغوا، عاصمتها هي ماتاغلبا. الإدارة هي ثاني أكثر إدارة اكتظاظاً بالسكان في نيكاراغوا، توجد في الإدرة 13 بلدية، وتدير ماتاغالبا أيضاً في الواقع بلدية واسلالا التابعة لإقليم شمال البحر الكاريبي المتمتع بالحكم الذاتي.
وتنتج ماتاغالبا مجموعة كبيرة ومتنوعة من المنتجات من الحبوب الأساسية مثل الأرز في أودية سيباكو وسيوداد دريو ؛ والفاصوليا في بلديتي سان رامون والتوما - لا داليا ؛ ومنتجات الألبان ومشتقاتها في بلديتي ريو بلانكو وماتيغواس ؛ الكاكاو في بلدية رانشو غراندي ، والمنتج المتميز لإدارة، القهوة في بلديتي ماتاغالبا والتوما - لا داليا.

## جغرافيا
تفع الإدارة في وسط نيكاراغوا وتبلغ مساحتها 6,804 كم2، وتقع الإدارة في إحداثيات خط العرض: 12º 55 'شمالًا وخط الطول: 085º 55' غربًا. تتمتع إدارة ماتاغالبا بجغرافيا متنوعة للغاية من بلدية إلى أخرى، حيث يوجد بلديات سيباكو، وسيوداد داريو، وديان واسعة تحيط بها جبال متوسطة الارتفاع، في حين أن بلديات ماتاغالبا، وسان رامون، وإل توما لا داليا، وديان ضيقة تحيط بها الجبال العالية.

### الموقع
ويحدها الإدارات التالية:
- إداراتي ماناغوا وبواكو من الجنوب
- إداراتي ليون وإستيلي من الغرب

- إدارة خينوتيغا من الشمال
- إقليمي شمال الساحل الكاريبي المستقل وجنوب الساحل الكاريبي المستقل من الشرق

## ديموغرافيا
خلال السنوات الـ 113 الأخيرة (1906-2019)، تضاعف عدد سكان ماتاغالبا 13 مرة، من 44 ألف نسمة فقط في عام 1906 إلى 586 ألف نسمة بحلول عام 2019. واليوم، مع أكثر من نصف مليون نسمة، أصبحت محافظة ماتاغالبا ثاني أكثر الإدارات اكتظاظاً بالسكان في نيكاراغوا بعد إدارة ماناغوا. ومن حيث النسبة المئوية، يعيش حوالي 9% من سكان نيكاراغوا في الإدارة.
| التعداد التاريخي لإدارة ماتاغلبا | التعداد التاريخي لإدارة ماتاغلبا |
| السنة                            | عدد السكان                       |
| -------------------------------- | -------------------------------- |
| 1906                             | 44,290                           |
| 1920                             | 78,226                           |
| 1940                             | 111,201                          |
| 1950                             | 135,401                          |
| 1963                             | 171,465                          |
| 1971                             | 168,139                          |
| 1995                             | 383,776                          |
| 2005                             | 469,172                          |
| 2019                             | 586,986                          |

## التقسيم الإداري
تنقسم إدارة ماناغوا إدارياً إلى ثلاثة عشر بلدية:
| البلدية          | المساحة   | تعداد السكان 1995 | تعداد السكان 2005 | تعداد السكان 2019 |
| ---------------- | --------- | ----------------- | ----------------- | ----------------- |
| سيوداد داريو     | 735 كم²   | 35,871 نسمة       | 41,014 نسمة       | 52,868 نسمة       |
| التوما - الداليا | 652 كم²   | 43,887 نسمة       | 56,681 نسمة       | 75,925 نسمة       |
| إسكويبولاس       | 219 كم²   | 14,746 نسمة       | 15,877 نسمة       | 17,968 نسمة       |
| ماتاغالبا        | 619 كم²   | 104,381 نسمة      | 133,416 نسمة      | 163,782 نسمة      |
| ماتيجواس         | 1,532 كم² | 38,584 نسمة       | 41,127 نسمة       | 53,079 نسمة       |
| موي موي          | 375 كم²   | 13,069 نسمة       | 14,721 نسمة       | 16,974 نسمة       |
| رانشو غراندي     | 598 كم²   | 17,077 نسمة       | 26,223 نسمة       | 39,583 نسمة       |
| ريو بلانكو       | 663 كم²   | 26,203 نسمة       | 30,785 نسمة       | 36,374 نسمة       |
| سان ديونيسيو     | 166 كم²   | 16,003 نسمة       | 16,273 نسمة       | 18,506 نسمة       |
| سان ايسيدرو      | 283 كم²   | 15,353 نسمة       | 17,412 نسمة       | 19,898 نسمة       |
| سان رامون        | 424 كم²   | 23,061 نسمة       | 30,682 نسمة       | 39,896 نسمة       |
| سيباكو           | 290 كم²   | 24,936 نسمة       | 32,221 نسمة       | 37,412 نسمة       |
| تيرابونا         | 249 كم²   | 10,605 نسمة       | 12,740 نسمة       | 14,721 نسمة       |